# Кејв Крик (Аризона)
Кејв Крик (енгл. Cave Creek) град је у америчкој савезној држави Аризона. По попису становништва из 2010. у њему је живело 5.015 становника.

## Демографија
Према попису становништва из 2010. у граду је живело 5.015 становника, што је 1.287 (34,5%) становника више него 2000. године.
| Група             | 2000.         | 2010.         |
| Белци             | 3.404 (91,3%) | 4.456 (88,9%) |
| Афроамериканци    | 11 (0,3%)     | 36 (0,7%)     |
| Азијати           | 16 (0,4%)     | 41 (0,8%)     |
| Хиспаноамериканци | 263 (7,1%)    | 408 (8,1%)    |
| Укупно            | 3.728         | 5.015         |